# Powieść o lisie

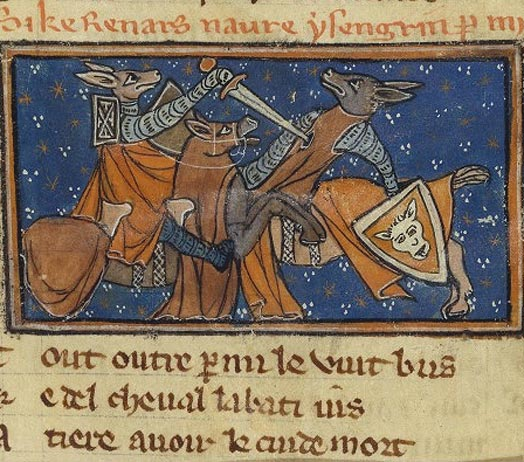
Miniatura z księgi o przygodach Renarta, ok. 1290-1300 roku, Bibliothèque nationale de France

Powieść o lisie (fr. Roman de Renart, niem. Reineke Fuchs, ang. Reynard cycle, niderl. Reinaertcyclus) – starofrancuski cykl wierszowanych utworów o lisie-złoczyńcy Renarcie, przetwarzany m.in. w Niderlandach i Niemczech. Pierwotna Powieść o lisie powstawała we Francji w XII i XIII wieku jako dzieło wielu autorów. Nie stanowiła jednej, spójnej całości, ale zbiór różnych, częściowo pokrywających się i wzajemnie inspirowanych historii, tworzonych na przestrzeni wielu lat. Badacze wyróżniają 28 takich wersji opowieści o Renarcie, które łącznie liczyły około 80 tysięcy wersów. Zarówno w średniowieczu, jak w wiekach późniejszych historie składające się na pierwotny cykl były wielokrotnie kompilowane, rozszerzane, tłumaczone i adaptowane, a różne wersje dziejów występnego lisa były znane w całej Europie Zachodniej i stanowiły inspirację dla wielu twórców, z których najbardziej znanymi byli Geoffrey Chaucer i Johann Wolfgang von Goethe.

## Zarys fabuły i wymowa

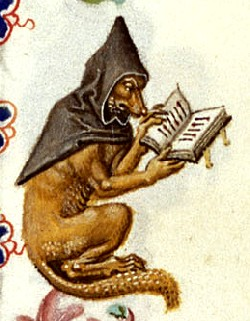
Przedstawienie lisa w habicie z marginesu księgi religijnej – Utrecht, ok. 1460 roku

Historie należące do cyklu opowiadają o przygodach lisa Renarta. Akcja jest osadzona w królestwie zwierząt, które ma wszelkie cechy państwa feudalnego. Zwierzęta żyją tam w swoim naturalnym środowisku, jednak zachowują się jak ludzie – z którymi zresztą niekiedy wchodzą w interakcje. Renart i jego wrogowie, między innymi wilk Isengrim i niedźwiedź Brun, są baronami i wasalami króla zwierząt, lwa Nobla. Do innych ważnych bohaterów Powieści o lisie należą m.in. wilczyca Hersent (żona Isengrima), kogut Chantecler, borsuk Grimbert i kot Tibert.
Jedna z najpopularniejszych i najczęściej adaptowanych wersji cyklu opowiada o procesie lisa przed sądem króla i baronów. Wzywają oni Renarta na dwór królewski, aby odpowiedział na zarzuty kierowane przeciwko niemu przez inne zwierzęta, przede wszystkim przez wilka Isengrima. Zarzuty te dotyczą m.in. gwałtów, morderstw i kradzieży. Dzięki chytremu wykorzystaniu chciwości króla Nobla Renartowi udaje się jednak uniknąć kary, pognębić Isengrima i Bruna, fałszywie oskarżając ich o spisek, po czym opuścić dwór i uciec, nim król orientuje się, że został oszukany. W niektórych wersjach historii lis staje później przed sądem po raz drugi i musi stoczyć z wilkiem pojedynek sądowy, w którym zwycięża, walcząc nieuczciwie.
Szereg historii koncentruje się na stosunkach między Renartem a Isengrimem, w szczególności zaś na romansie między lisem a wilczycą Hersent oraz na licznych pomysłowych sposobach, których główny bohater używał, by wpędzić swojego wroga w opały. Oszustwo jest dla Renarta główną metodą osiągania celu i występuje w różnych odmianach: lis opowiada zmyślone historie, by zagrać na chciwości i pysze swoich przeciwników, udaje pokutę i chęć udania się na pielgrzymkę, a w sytuacji zagrożenia pozoruje własną śmierć.
Opowieści o Renarcie były przesycone satyrą społeczną – wyśmiewano w nich na przykład twórczość minstreli oraz zakony żebracze, stąd też lis niekiedy występował w przebraniu wędrownego zakonnika lub śpiewaka. Krytyka dotykała także feudałów, uosabianych m.in. przez wilka i niedźwiedzia, którzy często byli przedstawiani jako równie źli jak Renart, ale pozbawieni jego sprytu. W dawniejszej historiografii czasami uznawano, że Powieść o lisie i jej przetworzenia były tworzone z myślą o mieszczańskich odbiorcach, a ostrze jej satyry było wymierzone w rycerstwo i duchowieństwo. Teza ta jest jednak kontrowersyjna. Część badaczy uważa, że docelowym odbiorcą cyklu była publiczność dworska, a autorzy opowieści szydzili z niektórych przedstawicieli własnej warstwy. Przedstawianie w negatywnym świetle baronów nie musiało oznaczać krytyki arystokracji jako takiej, ale raczej jej zachowań sprzecznych z ideałem porządku feudalnego. Podobnie aluzje antyklerykalne bywały zarówno przejawem niechęci świeckich wobec ludzi Kościoła, jak świadectwem wewnętrznych sporów między duchownymi. Różne hipotezy na temat tożsamości twórców i odbiorców Powieści o lisie nie muszą się zresztą wzajemnie wykluczać, gdyż poszczególne utwory cyklu powstawały w różnym czasie, a ich autorom przyświecały rozmaite cele; ponadto zawarta w dziele satyra prawdopodobnie przemawiała do różnych grup społecznych.

## Historia cyklu

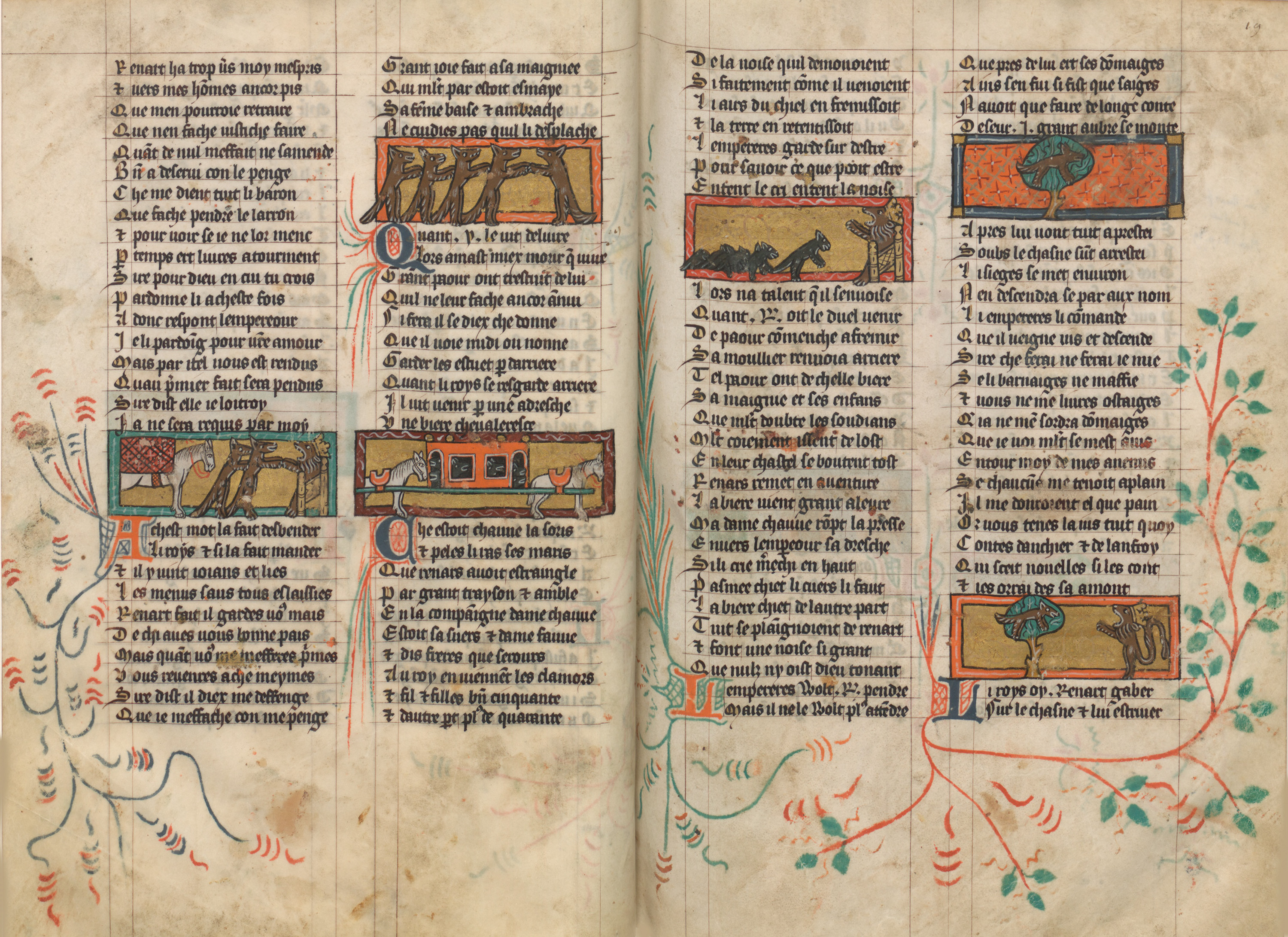
XIV-wieczny kodeks zawierający Powieść o lisie, Bibliothèque nationale de France

Ważną inspiracją dla Powieści o lisie był powstały około 1150 roku łaciński poemat Ysengrimus, najpewniej autorstwa flamandzkiego mnicha Nivarda z Gandawy, który opowiadał o sporze tytułowego wilka z lisem. Konwencja opowieści o zwierzętach i niektóre wątki wykorzystane przez Nivarda były znane od starożytności, jednak w jego poemacie zwierzęta po raz pierwszy zaczęły być opisywane jako wyraziste postaci obdarzone indywidualnym charakterem, niedające się sprowadzić do alegorii dobrych lub złych cech ludzkich. Na motywach tego dzieła w drugiej połowie XII wieku we Francji powstały pierwsze wersje historii Renarta. Opowieści uznawane za najstarsze w cyklu były dziełem Pierre’a de Saint Cloud, który prawdopodobnie napisał je około 1175 roku, a w ciągu kilkudziesięciu następnych lat różni autorzy tworzyli kolejne ich adaptacje lub nowe historie o lisie. Utwory te były układane ośmiozgłoskowcem i funkcjonowały samodzielnie lub w kompilacjach, a spośród tych, które przetrwały do czasów współczesnych, wyróżnia się zwykle 28 różnych odmian czy też wersji, które częściowo się ze sobą pokrywały.
Po raz pierwszy historia lisa Renarta przekroczyła granice Francji już pod koniec XII wieku, gdy powstała jej niemiecka adaptacja. Była ona dziełem alzackiego poety przedstawiającego się jako Heinrich der Glîchezaere („Obłudnik”), który jako pierwszy połączył kilka utworów z cyklu w spójną opowieść, tworząc liczący ponad 2 tysiące wersów poemat Reinhart Fuchs. W przeciwieństwie do pełnego ironii francuskiego oryginału wydźwięk utworu Alzatczyka był ponury i wysoce moralistyczny. W późniejszych czasach jego praca została zapomniana, a kolejne niemieckie wersje Powieści o lisie wywodzą się od wersji niderlandzkich.
Od XIII wieku pojawiały się kolejne przekłady i adaptacje cyklu, dzięki którym historie o lisie Renarcie rozprzestrzeniły się w całej Europie Zachodniej. Szczególnie wpływowe wersje powstały we Flandrii. Poeta Willem, prawdopodobnie działający w połowie XIII wieku, ułożył poemat epicki zatytułowany Van den vos Reynaerde (pol. O lisie Renarcie), w którym zaadaptował różne wcześniejsze opowieści, tworząc z nich spójną historię. Dzieło to jest uważane za szczytowe osiągnięcie średniowiecznej literatury niderlandzkiej. Jego rozszerzeniem była napisana pod koniec XIV lub na początku XV stulecia anonimowa Reynaerts historie (pol. Historia Renarta), która stała się najpopularniejszą wersją Powieści o lisie i głównym źródłem jej przekładów na inne języki.

## Wpływ na kulturę

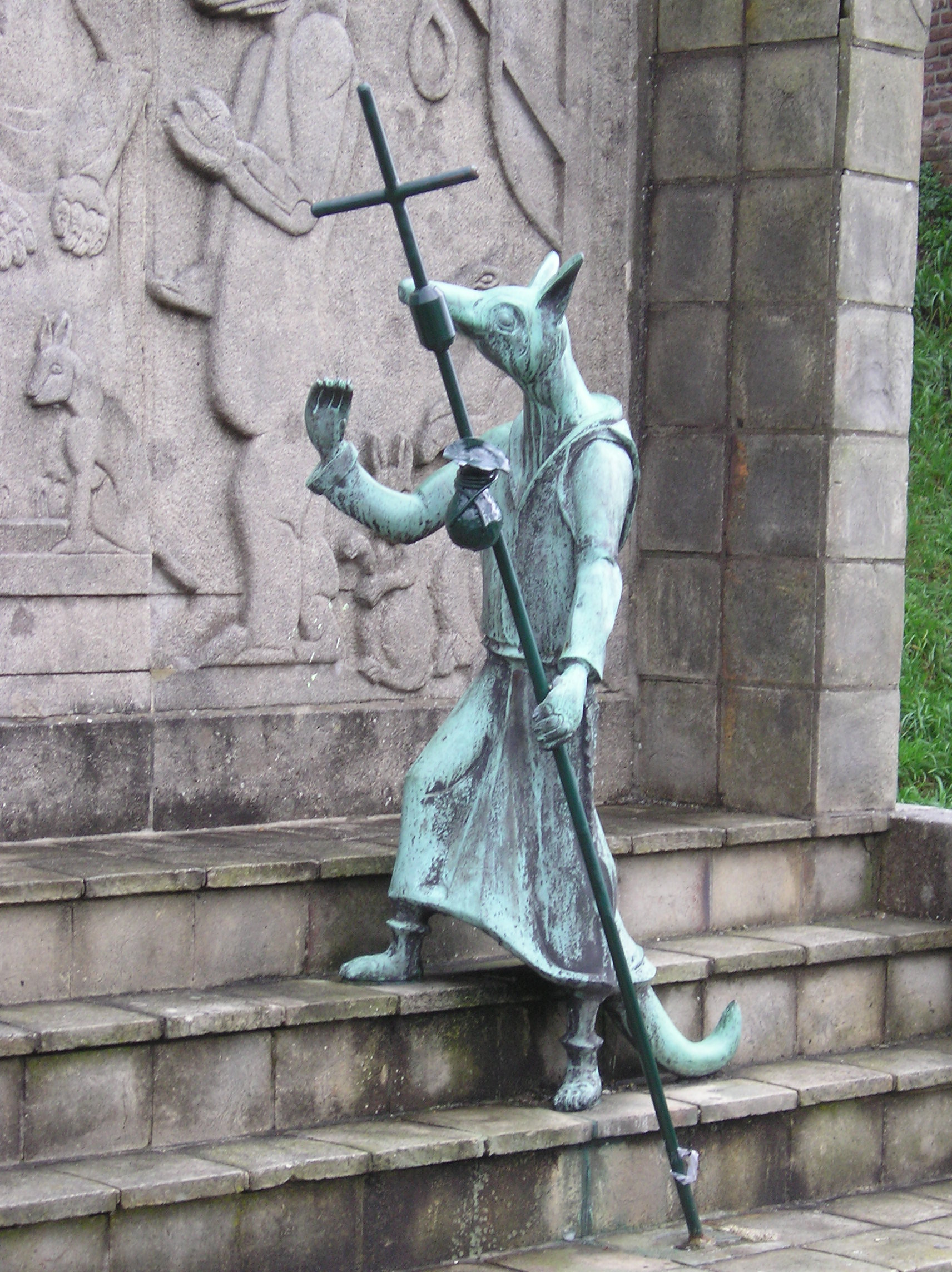
Pomnik lisa Renarta (nl. Reynaerta) w holenderskim mieście Hulst

W średniowieczu motywy pochodzące z opowieści o Renarcie były popularne w ikonografii – zdobiono nimi ściany kościołów i prywatnych domów oraz manuskrypty. Szczególnie popularne były przedstawienia lisa pozorującego własną śmierć, udającego kaznodzieję lub odpowiadającego przed sądem królewskim. Epizody z Powieści o lisie wystawiano również na scenie, poświadczone są wystawienia teatralne już z początków XIV wieku. Motywy te były również często wykorzystywane przez kaznodziejów, którzy wykorzystywali je jako pouczające przykłady dla wiernych (exempla). W języku francuskim przetrwał wymowny ślad dawnej popularności cyklu – imię jego głównego bohatera stało się gatunkowym określeniem lisa (le renard), wypierając dawną nazwę tego zwierzęcia (le goupil).
W Anglii jeden z motywów Powieści o lisie zainspirował Geoffreya Chaucera, który wykorzystał go tworząc Opowieść księdza z orszaku Przeoryszy (ang. The Nun's Priest's Tale) zawartą w Opowieściach kanterberyjskich – nie jest jednak jasne, czy Chaucer znał cykl o Renarcie, który w ówczesnej Anglii nie był jeszcze popularny, czy też zapożyczył wątek z powstałych pod jego wpływem exemplów. Pełną historię przebiegłego lisa wprowadził do literatury angielskiej dopiero William Caxton, który w 1481 roku opublikował tłumaczenie flamandzkiej Reynaerts historie. Na motywach opowieści o Renarcie jest w dużej mierze oparta sztuka Volpone albo lis pióra elżbietańskiego dramaturga Bena Jonsona, jakkolwiek jej bohaterowie są ludźmi, noszącymi „mówiące”, nawiązujące do zwierząt imiona. Również u Szekspira występuje nawiązanie do cyklu: Tybalt, jeden z bohaterów Romea i Julii, nosi imię zapożyczone od kota Tiberta, co jest przedmiotem złośliwych aluzji Merkucja.  
Najbardziej znaną niemiecką adaptacją Powieści o lisie jest ułożony heksametrem poemat Reineke Fuchs autorstwa Johanna Wolfganga von Goethego, napisany w 1793 roku. Dzieło to było oparte na niderlandzkiej Reynaerts historie i jej późniejszych niemieckich adaptacjach, a w szczególności na poemacie Johanna Christopha Gottscheda z 1752 roku. Utwór Goethego przyswoił literaturze polskiej Leopold Staff, który przełożył go pod tytułem Lis Przechera.
W latach 30. XX wieku Powieść o lisie pojawiła się na ekranach kin za sprawą tworzącego we Francji filmowca polskiego pochodzenia, Władysława Starewicza, oraz jego córki Irène, którzy nakręcili oparty na niej animowany film Le Roman de Renard (premiera niemiecka w 1937, francuska w 1941 roku). Był to pierwszy w historii kina pełnometrażowy obraz stworzony techniką animacji poklatkowej, wyróżniający się zastosowaniem szeregu innowacyjnych wówczas zabiegów technicznych i narracyjnych. Film Starewiczów odniósł sukces w okupowanej Francji, natomiast ze względu na domniemane aluzje polityczne został zakazany przez rządy faszystowskich Włoch i frankistowskiej Hiszpanii.
W powieści Hunter’s Moon: A Story of Foxes Garry’ego Kilwortha psy używają imię "Reynard" jako przezwisko na lisa, natomiast same lisy traktują to słowo jako pejoratywne.
Nawiązania do Powieści o lisie znajdują się także w Sadze o wiedźminie Andrzeja Sapkowskiego. W tym cyklu powieści dwóch drugoplanowych bohaterów nosi imiona zaczerpnięte z Powieści o lisie. Pierwszym jest elf Isengrim Faoiltiarna pojawiający się w Chrzcie ognia i noszący pseudonim Żelazny Wilk, natomiast drugi to błędny rycerz Reynart de Bois-Fresnes, który pojawia się po raz pierwszy w Wieży Jaskółki, a w Pani Jeziora wprost nawiązuje do Powieści o lisie. Ponadto w jednej z części sagi występuje gospoda Pod Lisem Przecherą.
W 2020 roku wydawnictwo Gallimard rozpoczęło publikację serii komiksów Joanna Sfara o lisie Renarcie zatytułowaną La chanson de Renart (polskie wydanie w 2022).